# تترافلوروهیدرازین
تترافلوروهیدرازین (به انگلیسی: Tetrafluorohydrazine) با فرمول شیمیایی N۲F۴ یک ترکیب شیمیایی با شناسه پاب‌کم ۲۴۸۴۵ است. که جرم مولی آن ۱۰۴٫۰۱ g/mol می‌باشد. 